# Spiroctenus collinus
Spiroctenus collinus là một loài nhện trong họ Nemesiidae.
Spiroctenus collinus được miêu tả năm 1900 bởi Pocock.